# Punkva
Punkva deutsch Punkwa ist ein Karstfluss im Okres Blansko in Tschechien. Er ist 29 Kilometer lang, das Einzugsgebiet umfasst 170 km². Der kleine Fluss ist überregional bekannt geworden, da ein Teil der Flussstrecke durch den Untergrund des Mährischen Karstes verläuft. 

## Verlauf

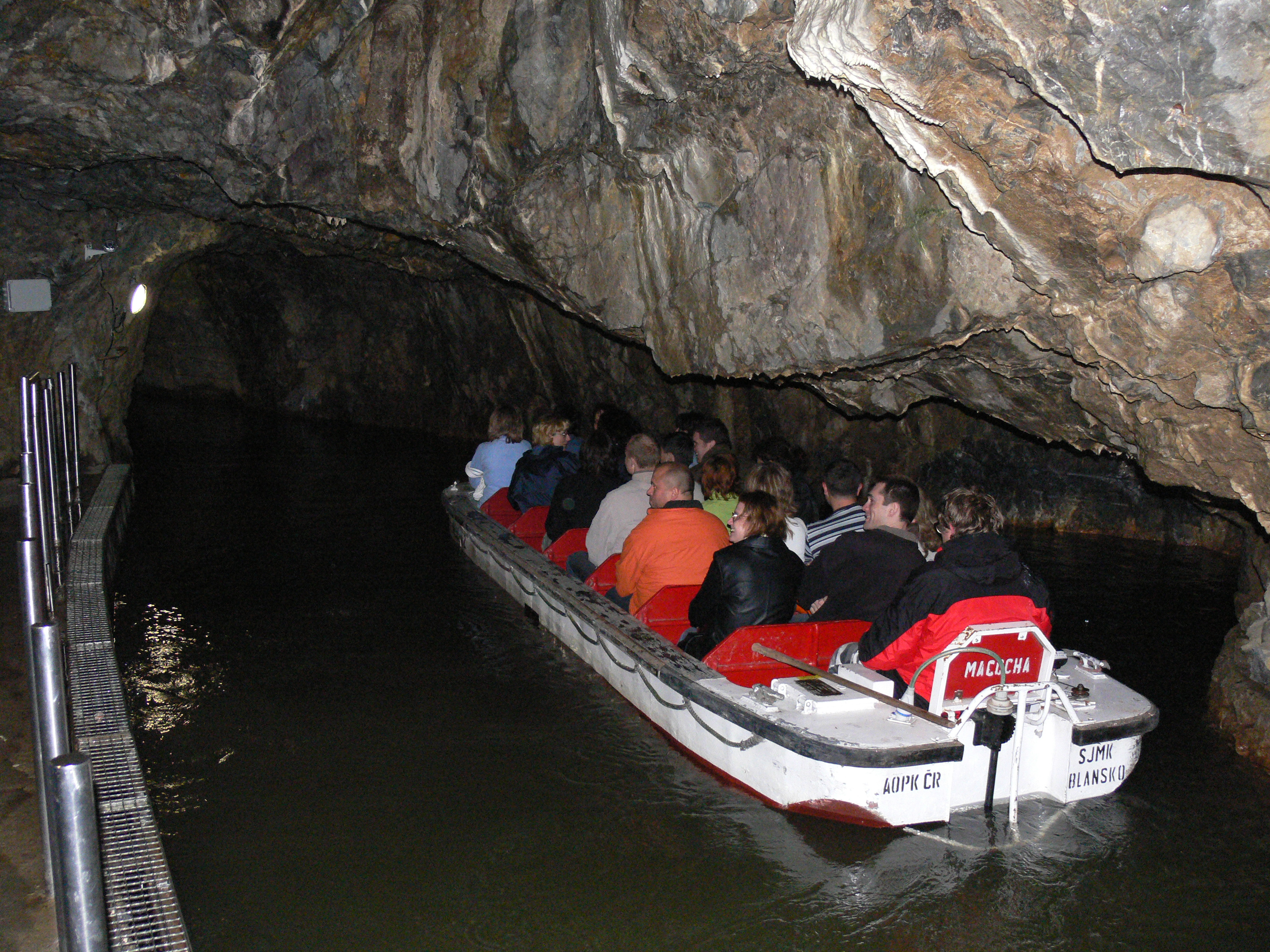
Bootsfahrt auf dem unterirdischen Abschnitt der Punkva

Die Punkva entsteht im Untergrund des Mährischen Karstes durch den Zusammenfluss der Bäche Sloupský potok und Bílá voda. Beide Zuflüsse verlaufen zunächst oberirdisch. Sloupský potok entsteht durch Vereinigung der Bäche Luha und Suchý potok oberhalb der Gemeinde Sloup. Unterhalb von Sloup versickert der Bach und fließt durch die tieferen Lagen der Höhlen Sloupsko-šošůvské jeskyně und Amatérská jeskyně (Amateurhöhle). Der zweite Zufluss, Bílá voda, entspringt bei Protivanov, fällt bei Holštejn in den Abgrund Nová Rasovna und auch sein Lauf setzt sich unterirdisch bis zur Amateurhöhle fort. Dort verbinden sich beide Bäche und der Wasserlauf, der fortan Punkva genannt wird, tritt in den Abgrund Macocha ein.
Von Macocha aus fließt die Punkva durch die Wasserdome der Punkvahöhlen, wo sie auf Booten befahren werden kann. Kurz vor dem Austritt aus dem Karstuntergrund nimmt der Fluss das Wasser der unterirdischen Bäche Lopače und Krasovský potok auf. Die Punkva tritt auf der Gemarkung von Vavřinec na Moravě wieder zutage.
An der Oberfläche durchquert der Fluss das tiefe, bewaldete Punkva-Tal mit einigen kleinen Teichen und fließt anschließend durch das Tal Arnoštovo údolí entlang der dortigen Industriebebauung. Am Rand von Blansko mündet die Punkva in die Svitava.

## Naturschutz
Das Punkva-Tal mit seinen zahlreichen Höhlen und Karsterscheinungen ist 1997 auf einer Fläche von 556,5 Hektar zum Nationalen Naturreservat Vývěry Punkvy (Punkwa-Quellen) erklärt worden. Mitsamt dem unterirdischen Flusslauf ist es seit 2004 eines der elf nach der Ramsar-Konvention geschützten Feuchtgebiete in Tschechien.